# Kylie Bax
Kylie Bax (ur. 7 stycznia 1975) – nowozelandzka modelka.
Pracę modelki rozpoczęła w 1995 w rodzinnej Nowej Zelandii. Rok później przeniosła się do Nowego Jorku i Los Angeles. Zaledwie tydzień po przyjeździe do Nowego Jorku nawiązała współpracę z fotografem mody Stevenem Meiselem, dzięki czemu jej kariera nabrała szybkiego rozpędu. Pojawiała się na okładkach międzynarodowych edycji: Elle, Harper’s Bazaar, Vogue oraz Marie Claire. Brała udział w pokazach mody takich marek jak: Chanel, Christian Dior, Cynthia Rowley, DKNY, Dolce & Gabbana, Donna Karan, Fendi, Gianfranco Ferré, Gucci, Hermès, Isaac Mizrahi, John Galliano, Lawrence Steele, Mark Eisen, Martine Sitbon, MaxMara, Michael Kors, Miu Miu, Moschino, Nicole Miller, Óscar de la Renta, Paco Rabanne, Philip Treacy, Ralph Lauren, Salvatore Ferragamo, Sonia Rykiel, Sportmax, Todd Oldham, Valentino i Yōji Yamamoto. Modelka od czasu do czasu pojawia się w produkcjach filmowych.